# Geneviève Desbiens
Pour les articles homonymes, voir Desbiens.
Geneviève Desbiens est une romancière québécoise née à Jonquière en 1949.
Elle étudie en histoire au collège avant de compléter sa formation par un baccalauréat en géographie à l’Université du Québec à Chicoutimi en 1972.
Elle fait par la suite carrière en enseignement, entre autres en français et en histoire.
Son premier roman, Fidèles trahisons, est publié en 1999. Il est suivi par Mer porteuse en 2001.
En 2007, parait D'Artagnan, Le piège (un des premiers romans québécois écrit en orthographe modernisée) et en 2008, Gens de passion, roman biographique relatant la vie d'un couple ayant laissé sa marque dans le monde des affaires du Québec.